# Parasymmetrione tuberculineata
Parasymmetrione tuberculineata is een pissebed uit de familie Bopyridae. De wetenschappelijke naam van de soort is voor het eerst geldig gepubliceerd in 2010 door An, Markham & Yu.